# Șmaiivka, Cernihiv
Șmaiivka (în ucraineană Шмаївка) este un sat în comuna Dniprovske din raionul Cernihiv, regiunea Cernihiv, Ucraina.

## Demografie
Componența lingvistică a localității Șmaiivka
     Ucraineană (97,18%)
     Rusă (2,82%)
Conform recensământului din 2001, majoritatea populației localității Șmaiivka era vorbitoare de ucraineană (97,18%), existând în minoritate și vorbitori de rusă (2,82%).